# Jon Cleary (musicien)
Pour les articles homonymes, voir Cleary.
Jon Cleary (né le 11 août 1962 à Cranbrook dans le comté du Kent) est un pianiste britannique de funk et rhythm and blues installé à La Nouvelle-Orléans, en Louisiane.

## Biographie
Jon Cleary naît dans une petite ville du Kent et découvre la musique grâce à plusieurs membres de sa famille, dont sa mère et son oncle, amateurs de jazz de La Nouvelle-Orléans, et sa tante, fan de musique soul. Il apprend la guitare durant son enfance et fonde son premier groupe à l'âge de 15 ans. Il sort diplômé d'une école d'art et traverse l'Atlantique afin de s'installer à La Nouvelle-Orléans. Cleary gagne sa vie en effectuant de petits travaux dans un bar, le Maple Leaf, dans lequel se produisent de nombreux musiciens de la scène locale. Il décide de se consacrer au blues, change d'instrument et opte pour le piano. À son retour  en Grande-Bretagne, il fonde un groupe de rhythm and blues,.
Le musicien effectue un second séjour à La Nouvelle-Orléans, durant lequel ses prestations sont remarquées par Walter "Wolfman" Washington (en). Cleary intègre le groupe de Washington avant de composer ses premiers morceaux et de fonder sa propre formation, The Absolute Monster Gentlemen. Mais des problèmes de visa l'obligent à mettre fin à son séjour aux États-Unis,.
Le musicien enregistre Alligator Lips and Dirty Rice, un album autoproduit, composé de reprises et de morceaux originaux. Il est par la suite édité par le label britannique Ace Records (en). En 1997, Jon Cleary joue dans le groupe de Taj Mahal et est invité sur l'album Deuces Wild de B. B. King. Moonburn sort en 1999. En 2002, il enregistre avec son groupe, The Absolute Monster Gentlemen.
En 2004 Jon Cleary apparait dans Red, White and Blues le film de Mike Figgis cinquième film de la série The Blues, A Musical Journey produite par Martin Scorsese.
Cleary a fait partie du groupe de scène de Bonnie Raitt durant une dizaine d'années. La chanteuse a enregistré plusieurs de ses compositions,. Comme de nombreux musiciens de La Nouvelle-Orléans, il est apparu dans son propre rôle dans la série télévisée Treme de David Simon, diffusée sur la chaine HBO.

## Discographie
- 1994 : Alligator Lips and Dirty Rice (Ace)
- 1999 : Moonburn (Virgin/Poinblank)
- 2002 : Jon Cleary and the Absolute Monster Gentlemen (Basin Street)
- 2004 : Pin Your Spin (Basin Street)
- 2006 : Alligator Lips & Dirty Rice (Dig)
- 2007 : Do Not Disturb (EP) (FHQ)
- 2008 : Mo Hippa (FHQ)
- 2012 : Occapella ! (FHQ)
- 2015 : GoGo Juice